# TNTSAT
TNTSAT es una plataforma de televisión por satélite, que opera en Francia a través del satélite Astra 1. Es propiedad de Groupe Canal+ (100 %).
TNTSAT puede recibir sin suscripción los 19 canales nacionales de la TDT francesa, los 24 canales regionales de France 3 y las radios digitales por satélite.